# Върбино
Върбино е село в Североизточна България. То се намира в община Дулово, област Силистра.